# Le roi est mort, vive le roi !
Pour l'album d'Enigma, voir Le Roi est mort, vive le Roi ! (album).

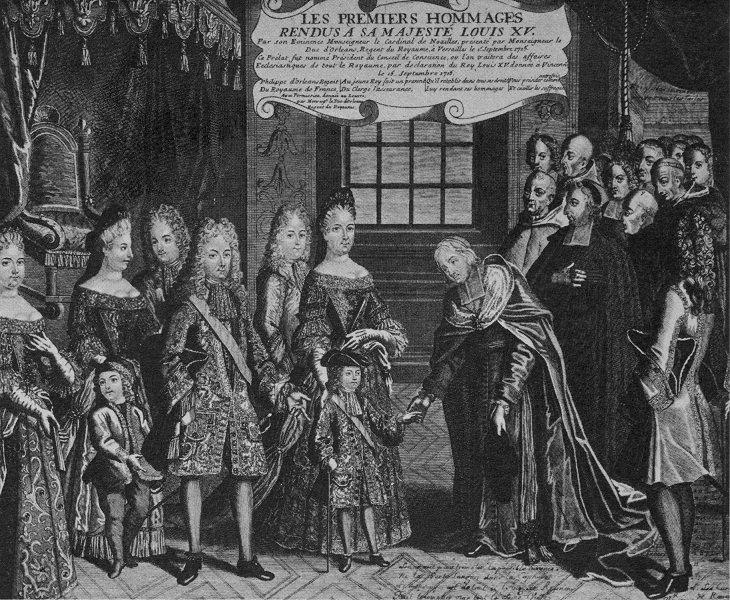
Le jour même de la mort de Louis XIV, le jeune Louis XV reçoit l'hommage du cardinal de Noailles.

Le roi est mort, vive le Roi ! est une phrase traditionnelle proclamée lors de l'avènement d'un nouveau monarque en France.

## Histoire

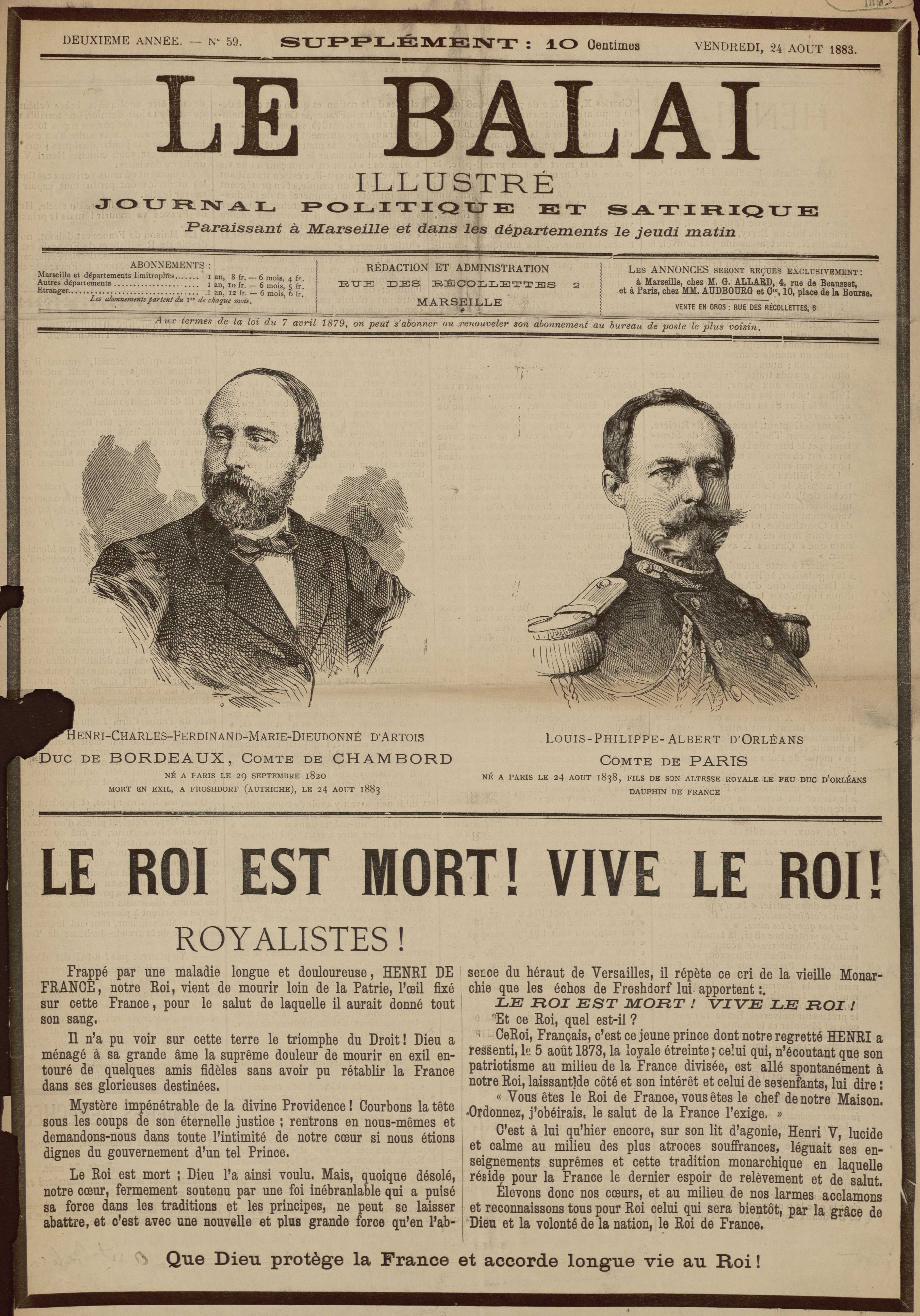
« Une » d'un supplément du journal royaliste marseillais Le Balai utilisant la formule à propos de la succession du comte de Chambord (24 août 1883).

Depuis les Carolingiens, le principe dynastique héréditaire n'est pas acquis. Il est assuré par l'élection et le sacre anticipé qui donne une nature divine au monarque et fait juridiquement le roi qui reçoit l'acclamation des grands à la fin de la cérémonie. Dès qu'un roi est couronné (rex coronatus, « roi couronné »), il fait associer son fils à la fonction royale par une élection, qui fait de lui le futur roi et le successeur de son père (rex designatus, « roi désigné »).
C'est seulement lorsque le principe héréditaire est définitivement établi que Philippe-Auguste abandonne cette pratique. Son fils aîné, Louis VIII (principe successoral du droit d'aînesse) est sacré à Reims trois semaines après ses funérailles.
Cependant, il peut exister une certaine vacance du pouvoir entre la mort du roi et le sacre de son successeur qui a lieu à sa majorité, aussi les monarques tentent de pallier cet inconvénient : Philippe III est le premier roi à dater en 1270 ses actes à partir de la mort de son père et non de son sacre et abaisse la majorité du prince à 14 ans. Deux édits de Charles VI en 1403 et 1407, s'inspirant peut-être de la saisine héréditaire du droit privé (selon lequel « le mort saisit le vif »), instaurent désormais l'instantanéité de la succession selon laquelle le titre de souveraineté se transfère immédiatement au moment de la mort du monarque précédent. Le rituel funéraire met en pratique cette continuité.
Sur le cercueil de Charles VI, une effigie représentant le roi vivant (mannequin de bois doté d'une tête et de mains en cire) porte les regalia, symbole de la continuité de la fonction royale (théorie du « double corps du roi », le corps physique mortel et le corps politique, éternel, qui prend son origine dans la notion théologique de « corps mystique » pour finir par être appréhendée comme une « corporation unitaire »), ce qui impose au successeur de ne pas participer aux funérailles pour éviter que deux rois de France soient en présence en même temps. Les cris « Mort est le Roy Charles », « Vive le roi Henri » sont pour la première fois poussés lors de l'inhumation de Charles VI en 1422 et permettent le transfert instantané de cette dignité à son successeur, le roi Henri. Charles VII n'est sacré qu'en 1429. Le cri « Le roi est mort, vive le roi ! » apparaît pour la première fois dans sa forme impersonnelle aux funérailles de Charles VIII en 1498.
L'origine de la mention « Vive le Roi » est plus ancienne. On la trouve en hébreu, dans la Bible (Samuel I, 10, 24). C'est le cri d'acclamation des juifs lorsque Saül est désigné roi d'Israël par Dieu et que Samuel l'annonce.
En France, la déclaration était traditionnellement faite par le duc d'Uzès, premier pair de France, dès que le cercueil contenant la dépouille du roi précédent était descendu dans la crypte de la basilique Saint-Denis.
À l'époque, le français était la langue principalement employée par les aristocrates d'Angleterre, et la phrase s'établit rapidement comme représentant cette tradition. En Angleterre, elle date de 1272, lorsqu'Henri III est mort pendant que son fils Édouard Ier se battait dans la neuvième croisade. Pour éviter toute guerre civile sur la succession, le Conseil royal proclama que « le trône ne sera jamais vide ; le pays ne sera jamais sans monarque ». Ainsi, Édouard fut déclaré immédiatement roi, et « régna » sans même le savoir jusqu'à ce qu'il apprenne la mort de son père et revienne en Angleterre.
On parodie la phrase en remplaçant le mot « roi » lorsqu'on veut parler de succession dans tel milieu (voir formule toute faite).